# Mate.Feed.Kill.Repeat
Mate. Feed. Kill. Repeat е EP албумът, с който Slipknot започват кариерата си. Издаден е през 1996 г. под независим лейбъл. През 1997 г. е преиздаден в ограничена бройка от 1000 копия. Тези копия струват от порядъка на $100-250 всяко. Албумът е много по-различен от албумите, последвали след него. Тук присъстват рап вокали, фънк елементи и дори джаз. За разлика от следващите албуми, Mate.Feed.Kill.Repeat не е ню метъл. Това се дължи на факта, че когато албумът е записван по-голямата част от сегашния състав не е взела участие в създаването му. Съвсем очевидно е влиянието на групи като Mr. Bungle и Mushroomhead. За по-кратко често Mate. Feed. Kill. Repeat е наричан MFKR.
През 2005 г. MFKR се появява в ограничена бройка в каталога на Amazon.com. Странното е, че албумът не е преиздаван, така че това е нещо като контрабанда.

## Песни
1. Slipknot – 6:54
2. Gently – 5:15 (по-късно е презаписана и включена в албума Iowa)
3. Do Nothing/Bitchslap – 4:19 (оригиналната версия на Me Inside от албума Slipknot))
4. Only One – 2:33
5. Tattered & Torn – 2:35
6. Confessions – 5:03 (тази песен служи като основа за песента Spit It Out от албума Slipknot))
7. Some Feel – 3:35
8. Killers Are Quiet/Dogfish Rising – 20:42